# Káhirská konference

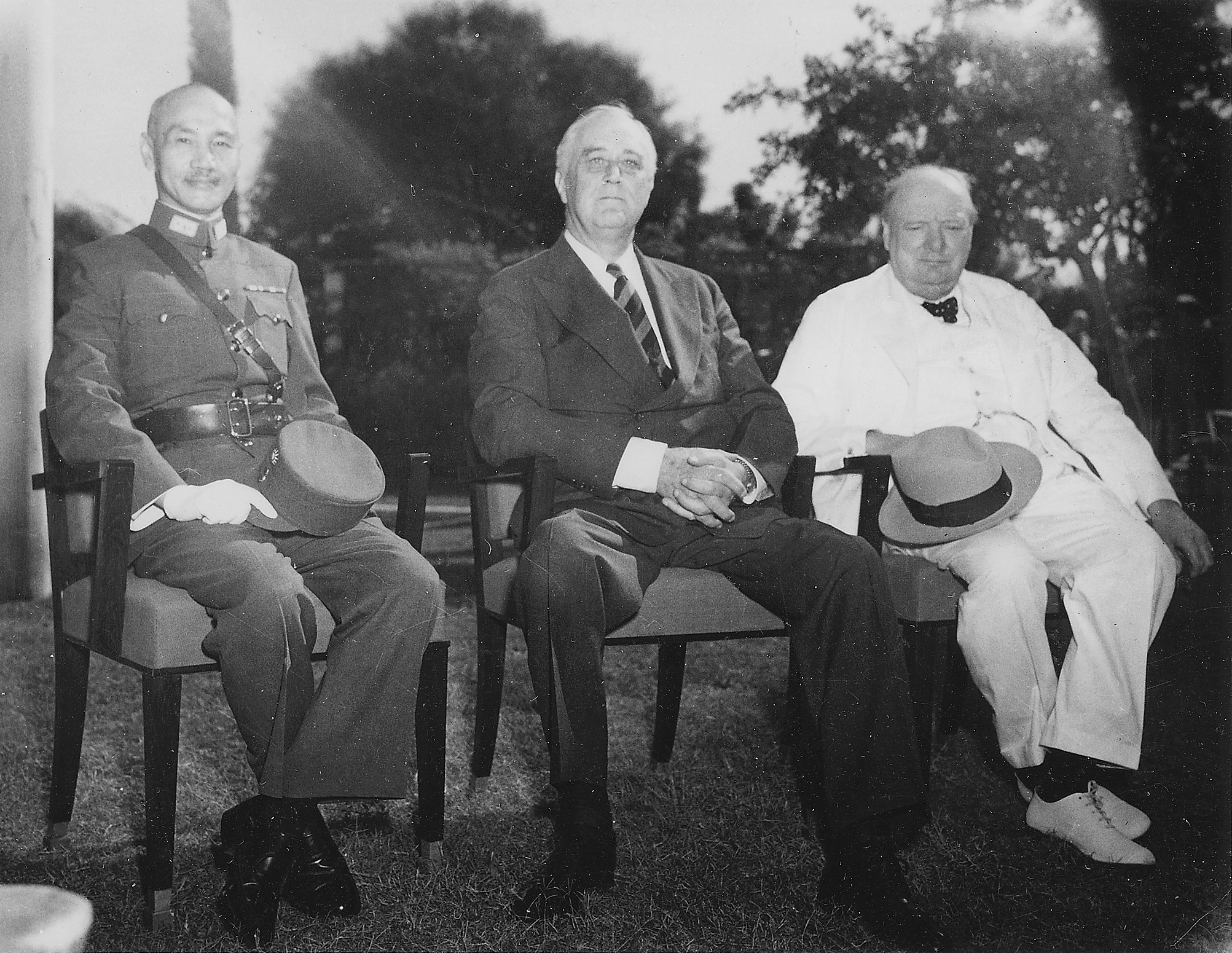
Pamětní foto tří účastníku Káhirské konference: zleva Čankajšek, Roosevelt a Churchill

Káhirská konference (krycí jméno: Sextant) byla vrcholná schůzka amerického prezidenta Franklin D. Roosevelta, britského premiéra Winstona Churchilla a čínského generalissima Čankajška, za účasti britských a amerických náčelníků štábů, která se konala od 22. do 26. listopadu 1943 v egyptské Káhiře. Významným odkazem konference bylo symbolické uznání Číny jako světové velmoci.

## Náplň konference
Setkání se uskutečnilo především nad dalším společným plánem vedení válečných operací proti Japonsku a případném uskutečnění vojenské akce v Barmě (Myanmar). Na setkání bylo uvolněno prohlášení, které referovalo o zřeknutí se jakýchkoli územních požadavků vůči Japonsku a potvrzení výsledků konference v Casablance, což znamenalo zopakování požadavku japonské bezpodmínečné kapitulace.
Winston Churchill chtěl také káhirskou konferenci využít k přípravným konzultacím s americkou stranou před bezprostředně navazující konferencí v Teheránu, kde měla být přítomna i sovětská strana včetně J. V. Stalina. Cílem premiéra bylo získat souhlas Spojených států amerických k větší intenzitě vojenských operací Spojenců ve Středomoří. Franklin D. Roosevelt se však obával, aby příliš nápadná jednota amerických a britských postojů nevzbudila u Stalina nedůvěru, proto tyto otázky nebyly předem vyřešeny (a v Teheránu pak ke shodě v této věci vůbec nedošlo).
1. prosince 1943 byla vydána tzv. káhirská deklarace, která obsahovala její výsledky. Důležitý byl jasný odsudek japonské agrese v Číně a Tichomoří, stejně jako požadavek navrácení jím anektovaných území.